# Samuel Segal, Baron Segal
Samuel Segal, Baron Segal MRCS LRCP (* 2. April 1902 in Oxford; † 4. Juni 1985) war ein britischer Arzt und Politiker der Labour Party, der fünf Jahre lang Abgeordneter des House of Commons war und 1964 als Life Peer aufgrund des Life Peerages Act 1958 Mitglied des House of Lords wurde.

## Leben

### Arzt, Unterhauskandidaturen und Offizier im Zweiten Weltkrieg
Segal, Sohn des Rabbiners und Talmud-Gelehrten Moshe Zvi Segal sowie älterer Bruder von Judah Segal, einem Professor für semitische Sprachen an der School of Oriental and African Studies in London, begann nach dem Besuch der Royal Grammar School in Newcastle upon Tyne 1919 ein Studium der Medizin und Physiologie am Jesus College der University of Oxford, das er 1923 mit einem Bachelor of Physiology abschloss, sowie am traditionsreichen Westminster Hospital. Nach Abschluss des Studiums blieb er zunächst als Chirurg am Westminster Hospital, ehe er Leitender Klinikassistent am Great Ormond Street Hospital wurde, einem insbesondere auf Pädiatrie spezialisierten Lehrkrankenhaus in London. Neben seiner ärztlichen Tätigkeit arbeitete er in verschiedenen Krankenhausausschüssen des London County Council mit.
In dieser Zeit begann Segal auch seine politische Laufbahn in der Labour Party, für die er zunächst bei den Unterhauswahlen vom 14. November 1935 erstmals ohne Erfolg im Wahlkreis Tynemouth für ein Abgeordnetenmandat im House of Commons kandidierte. Auch seine zweite Kandidatur bei einer Nachwahl (By-election) im Wahlkreis Birmingham Aston am 17. November 1935 gegen den Kandidaten den Conservative Party, Edward Orlando Kellett, war ohne Erfolg.
Nach Beginn des Zweiten Weltkrieges trat Segal im Oktober 1939 seinen Militärdienst im Medizinischen Dienst der Royal Air Force Volunteer Reserve (RAFVR) an, der Freiwilligenreserve der Royal Air Force (RAF). In der Folgezeit fand er verschiedene Verwendungen wie 1940 in Aden sowie 1941 im Afrikafeldzug und im Syrisch-Libanesischen Feldzug, ehe er 1941 zu den griechischen Luftstreitkräften abgeordnet wurde. Nach seiner Beförderung zum Major (Squadron Leader) 1942 wurde er zunächst Leitender Militärarzt bei der Kooperationsgruppe der RAF zur Marine im Mittelmeer und war danach zwischen 1943 und 1944 Stabsoffizier im Hauptquartier der Truppen im Nahen Osten (Middle East Command), ehe er zuletzt von 1944 bis 1945 Offizier im Sanitätsstab des Luftfahrtministeriums (Air Ministry) war.

### Nachkriegszeit, Unterhausabgeordneter und Oberhausmitglied
Nach Kriegsende wurde er bei den ersten Unterhauswahlen am 5. Juli 1945 im Wahlkreis Preston schließlich zum Abgeordneten in das House of Commons gewählt. In der Folgezeit war er 1948 ärztlicher Berater von Gesundheitsminister Aneurin Bevan bei der Gründung des staatlichen Gesundheitssystems NHS (National Health Service). Segal kritisierte als Mitglied der Deputiertenversammlung britischer Juden sowie als Vizepräsident der Zionistischen Föderation die Palästina-Politik der Regierung von Premierminister Clement Attlee sowie des damaligen Außenministers Ernest Bevin und setzte sich stattdessen für die Gründung des Staates Israel ein.
Nach der Auflösung des Wahlkreises zur Unterhauswahl am 23. Februar 1950 kandidierte Segal stattdessen bei dieser Wahl im neu geschaffenen Wahlkreis Preston North, unterlag jedoch dem Kandidaten der konservativen Tories, Julian Amery. In der Folgezeit war er zwischen 1951 und 1962 als Regionalmedizinalrat (Regional Medical Officer) im Gesundheitsministerium tätig.
Durch ein Letters Patent vom 18. Dezember 1964 wurde Segal aufgrund des Life Peerages Act 1958 als Life Peer mit dem Titel Baron Segal, of Wytham in the Royal County of Berkshire, in den Adelsstand erhoben und gehörte damit bis zu seinem Tod dem House of Lords als Mitglied an. Während seiner Oberhauszugehörigkeit fungierte er von 1973 bis 1982 als stellvertretender Sprecher (Deputy Speaker) sowie zugleich als stellvertretender Vorsitzender der Ausschüsse (Deputy Chairman of Committees).
Daneben engagierte sich Baron Segal, der 1966 Ehrenmitglied (Honorary Fellow) des Jesus College wurde, als Vorsitzender der Britischen Vereinigung für Zurückgebliebene (British Association for the Retarded), als Vorsitzender der Nationalen Gesellschaft für geistigbehinderte Kinder (National Society for Mentally Handicapped Children) von 1965 bis 1978 sowie als Vorsitzender der Anglo-Israelischen Vereinigung (Anglo-Israel Association) zwischen 1968 und 1980 und der Anglo-Israelischen Archäologischen Vereinigung. Des Weiteren war er Mitglied der Verwaltungsräte des Carmel College in Oxfordshire sowie des Harris Manchester College der University of Oxford.